# Katarija
Katarija je naselje v Občini Moravče.